# Ayako Kitamoto
Ayako Kitamoto (北本 綾子 Kitamoto Ayako?), född 22 juni 1983, är en japansk tidigare fotbollsspelare.
Ayako Kitamoto spelade 17 landskamper för det japanska landslaget.